# Sechs Stücke für Pianoforte zu vier Händen
Sechs Stücke für Pianoforte zu vier Händen is een compositie van Christian Sinding. Hij schreef de zes stukjes voor piano quatre mains. De meeste van deze werkjes verdwenen voorgoed in de la of op de planken, maar van dit werk verscheen in 1991 een opname.
De zes werkjes heten:
1. Caprice
2. Ständchen
3. Humoreske
4. Altes Lied
5. Ländliches Fest
6. Nocturne